# Bahnstrecke Bangor–Bucksport
| Streckenlänge: | 31,1 km              |                                               |                                               |
| Spurweite: | 1435 mm (Normalspur) |                                               |                                               |
| Zweigleisigkeit: | %                    |                                               |                                               |
| |                      |                                               |                                               |
| Gesellschaft: | PAR                  |                                               |                                               |
| \| \| \| von Vanceboro \| \| \| \| \| Calais Junction \| \| \| \| \| Bangor ME MEC/EMRY-Bahnhof (bis 1883) \| \| \| \| \| ehem. Zufahrt zum MEC/EMRY-Bahnhof \| \| \| \| \| \| \| \| \| 0,0 \| Bangor ME Union Station \| Bangor ME Union Station \| \| \| \| nach Cumberland \| \| \| \| \| Penobscot River \| \| \| \| ca. 4 \| Brewer Junction ME (früher Brewer) \| Brewer Junction ME (früher Brewer) \| \| \| \| nach Mount Desert Ferry \| \| \| \| 5,2 \| South Brewer ME (früher Brewer Village) \| South Brewer ME (früher Brewer Village) \| \| \| ca. 8 \| North Orrington ME (früher Freeman's) \| North Orrington ME (früher Freeman's) \| \| \| ca. 9 \| Sobin's ME \| Sobin's ME \| \| \| ca. 10 \| Pierce's ME (früher Pierce's Crossing) \| Pierce's ME (früher Pierce's Crossing) \| \| \| 10,9 \| Orrington ME \| Orrington ME \| \| \| 11,9 \| South Orrington ME (früher Mill Creek) \| South Orrington ME (früher Mill Creek) \| \| \| ca. 18 \| Hink's ME (früher Hink's Landing) \| Hink's ME (früher Hink's Landing) \| \| \| ca. 20 \| North Bucksport ME \| North Bucksport ME \| \| \| 22,9 \| Bucksport ME Center (früher Winterport Ferry) \| Bucksport ME Center (früher Winterport Ferry) \| \| \| ca. 26 \| Chipmans ME \| Chipmans ME \| \| \| ca. 29 \| Meddo ME \| Meddo ME \| \| \| 31,1 \| Bucksport ME \| Bucksport ME \| |                      |                                               |                                               |
| Strecke |                      | von Vanceboro                                 | von Vanceboro                                 |
| Verschwenkung von links · Verschwenkung von rechts |                      | Calais Junction                               | Calais Junction                               |
| ehemaliger Bahnhof · Strecke |                      | Bangor ME MEC/EMRY-Bahnhof (bis 1883)         | Bangor ME MEC/EMRY-Bahnhof (bis 1883)         |
| Abzweig geradeaus und ehemals nach links · Abzweig geradeaus und ehemals von rechts |                      | ehem. Zufahrt zum MEC/EMRY-Bahnhof            | ehem. Zufahrt zum MEC/EMRY-Bahnhof            |
| Strecke nach links · Kreuzung geradeaus unten · Strecke von rechts |                      |                                               |                                               |
| ehemaliger Bahnhof · Strecke | 0,0                  | Bangor ME Union Station                       | Bangor ME Union Station                       |
| Strecke nach rechts · Strecke |                      | nach Cumberland                               | nach Cumberland                               |
| Brücke über Wasserlauf |                      | Penobscot River                               | Penobscot River                               |
| Dienststation / Betriebs- oder Güterbahnhof | ca. 4                | Brewer Junction ME (früher Brewer)            | Brewer Junction ME (früher Brewer)            |
| Abzweig geradeaus und nach links |                      | nach Mount Desert Ferry                       | nach Mount Desert Ferry                       |
| Dienststation / Betriebs- oder Güterbahnhof | 5,2                  | South Brewer ME (früher Brewer Village)       | South Brewer ME (früher Brewer Village)       |
| ehemaliger Haltepunkt / Haltestelle | ca. 8                | North Orrington ME (früher Freeman's)         | North Orrington ME (früher Freeman's)         |
| Dienststation / Betriebs- oder Güterbahnhof | ca. 9                | Sobin's ME                                    | Sobin's ME                                    |
| ehemaliger Haltepunkt / Haltestelle | ca. 10               | Pierce's ME (früher Pierce's Crossing)        | Pierce's ME (früher Pierce's Crossing)        |
| ehemaliger Bahnhof | 10,9                 | Orrington ME                                  | Orrington ME                                  |
| ehemaliger Bahnhof | 11,9                 | South Orrington ME (früher Mill Creek)        | South Orrington ME (früher Mill Creek)        |
| ehemaliger Haltepunkt / Haltestelle | ca. 18               | Hink's ME (früher Hink's Landing)             | Hink's ME (früher Hink's Landing)             |
| ehemaliger Haltepunkt / Haltestelle | ca. 20               | North Bucksport ME                            | North Bucksport ME                            |
| ehemaliger Bahnhof | 22,9                 | Bucksport ME Center (früher Winterport Ferry) | Bucksport ME Center (früher Winterport Ferry) |
| ehemaliger Bahnhof | ca. 26               | Chipmans ME                                   | Chipmans ME                                   |
| Dienststation / Betriebs- oder Güterbahnhof | ca. 29               | Meddo ME                                      | Meddo ME                                      |
| Betriebs-/Güterbahnhof Streckenende | 31,1                 | Bucksport ME                                  | Bucksport ME                                  |

Die Bahnstrecke Bangor–Bucksport ist eine Eisenbahnstrecke in Maine (Vereinigte Staaten). Sie ist 31,1 Kilometer lang. Die normalspurige Strecke wird heute durch die Pan Am Railways ausschließlich im Güterverkehr betrieben. Der Personenverkehr ist eingestellt.
Die Hafenstadt Bucksport an der Mündung des Penobscot River in den Atlantik hatte sich im 19. Jahrhundert zu einem Industrieort entwickelt. R. P. Buck, Nachfahre des Stadtgründers und ortsansässiger Kaufmann, bemühte sich in den 1870er Jahren um einen Anschluss der Stadt an das Eisenbahnnetz. Die Hauptstrecken im nahegelegenen Bangor waren in Kolonialspur (1676 mm) gebaut worden, weshalb auch Buck für seine Bahn diese Spurweite wählte. Er gründete die Bucksport and Bangor Railroad und baute die Bahnstrecke, die zunächst im Bahnhof der Maine Central Railroad in Bangor endete. Die Bahn wurde am 12. Dezember 1874 eröffnet und gleichzeitig durch die European and North American Railway (E&NA) gepachtet. Die Strecke überquert direkt nach dem Abzweig von der Hauptstrecke diese sowie den Penobscot River und verläuft dann bis Bucksport am Ostufer des Flusses entlang. Der Endbahnhof in Bucksport befand sich an der Main Street, Ecke McDonald Street.
Inzwischen hatte die Maine Central Railroad ihre Hauptstrecke nach Bangor auf Normalspur umgebaut. Daher beschloss auch die E&NA, ihr Netz – und damit auch die Strecke nach Bucksport – umzuspuren, was am 12. September 1877 abgeschlossen war. Die Gesellschaft geriet jedoch in Finanzprobleme und verkaufte die Strecke nach Bucksport an einen Investor aus Augusta. Dieser wollte sie entlang der Küste verlängern. Um die Kosten für den Landerwerb so gering wie möglich zu halten, beschloss er, die Bahn als Schmalspurbahn in der Spurweite von drei Fuß (914 mm) weiterzubetreiben. Am 10. Oktober 1880 wurde die vorhandene Strecke daher erneut umgespurt.
Auch dieser Zustand sollte wiederum nur drei Jahre Bestand haben. Nachdem die Maine Central 1883 die Bahn gepachtet hatte, baute sie die Strecke im Mai des gleichen Jahres wieder auf Normalspur um. Gleichzeitig wurde der ehemalige Endbahnhof der Maine Central in Bangor aufgegeben und die Züge mussten von dort rückwärts bis in den Hauptbahnhof der Stadt fahren. Eine direkte Verbindungskurve zu bauen war nicht möglich, da das Tal des Penobscot an dieser Stelle recht eng ist und man keine neue Flussbrücke bauen wollte. Mit Eröffnung der Zweigstrecke nach Mount Desert Ferry kurze Zeit später erhielt die Strecke einen weiteren Aufschwung. Nun verkehrten über die ersten Kilometer der Bahnstrecke auch Expresszüge mit durchlaufenden Wagen nach Boston und später sogar nach New York und Washington. Alle diese Züge mussten aus dem Bahnhof Bangor bis Calais Junction rückwärts fahren, um dann vorwärts in die Bahnstrecke einfahren zu können.
1936 wurde der Personenverkehr nach Bucksport eingestellt, Busse übernahmen die Beförderungsaufgaben. Schon seit 1930 hatte die MEC einige Personenzüge durch bahneigene Busse ersetzt, den Schienenpersonenverkehr übernahmen Gemischte Züge. Bereits 1935 war der Personenbahnhof in Bucksport an der McDonald Street geschlossen worden. Er wurde in den letzten Jahren restauriert und gehört der Bucksport Historical Society. Der letzte Personenzug zwischen Bangor und Brewer Junction verkehrte am 27. November 1957.
Nachdem die Maine Central in finanzielle Probleme geraten war, übernahm ab 1981 die Guilford Transportation, seit 2006 unter dem Namen Pan Am Railways, den Verkehr nach Bucksport. Die Strecke verfügt nicht mehr über Signaleinrichtungen. Einmal am Tag verkehrt ein Güterzug von Portland nach Bucksport und zurück, der eine Papierfabrik in Bucksport mit Chemikalien beliefert und dessen Produkte sowie Öl abtransportiert. Lokaler Güterverkehr findet nur sporadisch statt.